# Kara (Al-Kiswa)
Kara – wieś w Syrii, w muhafazie Damaszek. W 2004 roku liczyła 901 mieszkańców.